# モローキオ
モローキオ（イタリア語: Molochio）は、イタリア共和国カラブリア州レッジョ・カラブリア県にある、人口約2,500人の基礎自治体（コムーネ）。

## 地理

### 位置・広がり

#### 隣接コムーネ
隣接するコムーネは以下の通り。
- チミナ
- チッタノーヴァ
- タウリアノーヴァ
- テッラノーヴァ・サッポ・ミヌーリオ
- ヴァラポーディオ